# Zákres

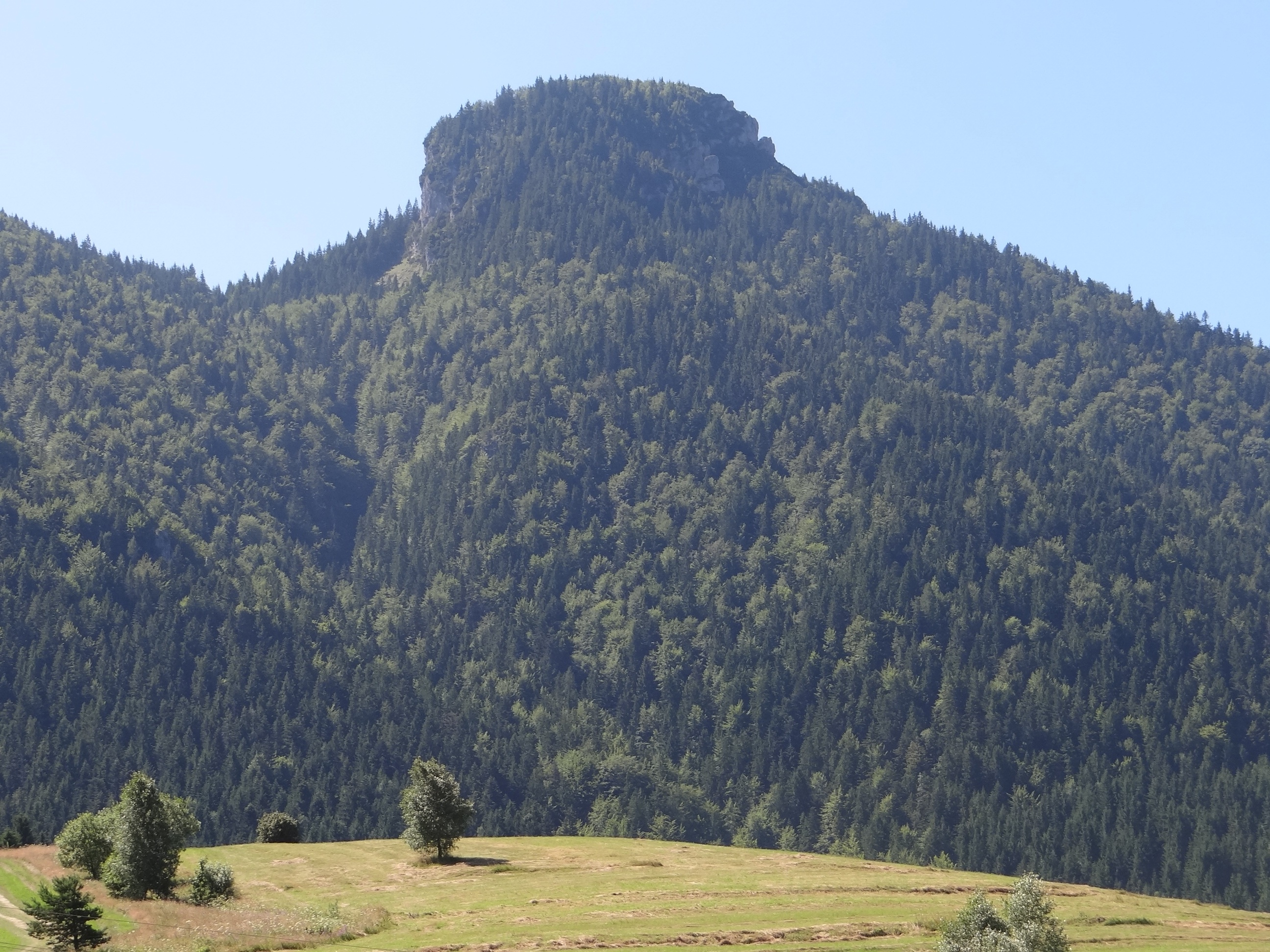
Zákres a Malý Rozsutec od jihu

Zákres (1229 m n. m.) je sedlo v Malé Fatře na Slovensku. Nachází se v hřebeni Rozsutcov mezi vrcholy Malý Rozsutec (1344 m) na západě a Biele steny (1284 m) na východě. Severní svahy spadají do údolí Bieleho potoka a k sedlu Rovná hora (750 m), jižní do údolí Dierového potoka a k sedlu Medzirozsutce (1200 m). Jen kousek na východ od sedla se k hřebeni Rozsutcov připojuje z jihu hlavní malofatranský hřeben. Sedlo se nachází na území NPR Rozsutec. V minulosti bylo odlesněno kvůli pastvě dobytka.

## Přístup
- po červené  značce ze sedla Príslop nad Bielou
- po červené  značce ze sedla Medzirozsutce
- po zelené  značce z osady Biely Potok